# Xanthorhoe urbana
Xanthorhoe urbana là một loài bướm đêm trong họ Geometridae.